# Polydesmus morantus
Polydesmus morantus är en mångfotingart som beskrevs av Karsch 1881. Polydesmus morantus ingår i släktet Polydesmus och familjen plattdubbelfotingar. Inga underarter finns listade i Catalogue of Life.